# Afanasij Fedotovič Šestakov
Afanasij Fedotovič Šestakov (rusky Афанасий Федотович Шестаков, 1677 Jakutsk – 25. března 1730) byl kozácký ataman a ruský průzkumník. V letech 1727–1730 vedl ruskou expedici k podrobení Čukčů a rozšíření nových území na severovýchodě Sibiře. Padl v bitvě u Jegače.

## Životopis
Afanasij Šestakov se narodil v Jakutsku, pocházel z kozácké rodiny a od mládí byl určen pro vojenskou kariéru. Začínal jako řadový pěšák, později se stal atamanem a v roce 1725 se stal majorem ruské armády. Procestoval severovýchodní Sibiř a souostroví Kuril. Šestakov ovládal sedm domorodých jazyků. Začátkem 20. let 18. století měl pod sebou 1500 kozáků, které posílal vybírat daně od sibiřských domorodců. Díky svým zkušenostem a odlehlosti Jakutsku, se stal Šestakov nejen vojenským velitelem, ale i soudcem, předkladatelem stížností, ochráncem domorodců. V roce 1721 je jmenován v seznamu šlechticů. V roce 1724 vytvořil podrobnou mapu severovýchodní Sibiře, Ochotského moře a Kuril. S touto mapou odcestoval v roce 1725 do Petrohradu, aby informoval o nejnovějších objevech a navrhl vládě, aby mu svěřila řízení vojenské výpravy. Cílem této expedice mělo být podrobení si Čukčů, kteří odmítali platit jasak, a zároveň rozšířit Ruské impérium o nové území, především o nové ostrovy v Ochotském moři.
Ruská vláda vypravila z Jakutska expedici 400 kozáků, kteří měli dosáhnout Šestakovových cílů. Do vedení expedice byly postaveni dva majoři - Šestakov a Dmitrij Ivanovič Pavluckij. Oba důstojníci dostali dekret, že jsou vedoucími expedice a druhý z nich je asistentem. Oba majoři dostali povolení najímat do svých řad, pod své velení další sibiřské kozáky a dobrovolníky z řad sibiřských domorodců. Rozporuplné rozkazy vedly od počátku k neshodám a hádkám. Výprava se proto rozdělila na dvě samostatné. Pavluckij se svými lidmi zamířil k Anadyrskému ostrohu.
Ve skupině mužů, která zůstala spolu se Šestakovem, byl i geodet a kartograf Michail Gvozděv. Šestakov své muže rozdělil na tři oddíly. Menší, pod vedením zkušeného kozáckého dobrodruha Ivana Petroviče Kozyrevského, který kvůli vedení expedice odložil mnišskou sutanu, kterou před několika lety oblékl. Kozyrevskij zamířil prozkoumat ústí Leny. Druhé menší skupině velel Vasilij Šipicyn, který měl prozkoumat ústí řeky Kolymy. Šestakov s většinou svých mužů pak zamířil do Ochotska, kde v roce 1729 převzal dvě lodě a další dvě lodě postavil. Každé z lodí přidělil jiné objevitelské úkoly. Sám se na lodi Vostočnij Gavriil plul hledat nové ostrovy do severovýchodní části Ochotského moře. Ztroskotal u pobřeží, vzdal se proto dalších objevitelských plaveb a rozhodl se zaměřit na podmanění nepoddajných domorodců. Podařilo se mu přivést do poddanství část Korjaků. Pak ale narazil na odpor Čukčů, se kterými se střetl 25. března 1730 u řeky Jegač. Šestakov v bitvě s přesilou domorodců prohrál a sám byl zabit. Jednalo se do té doby o největší ruskou porážku od sibiřských domorodců.
Šestakovova smrt vedla k brutálnímu vojenskému tažení majora Pavluckého proti Čukčům, která skončila bitvou u řeky Orlové, kde Pavluckij v roce 1747 padl. Čukčové si díky tomu dovedli zajistit svou autonomii až do roku 1917.
Šestakov prozkoumal více než 1000 km nezmapované země. Je po něm pojmenována řeka Šestakovka (dříve řeka Jegač, u které byl zabit), mys Šestakova v Ochotském moři a menší ostrov v Ochotském moři.